# Gemini I
Gemini I foi um voo não-tripulado do Projeto Gemini realizado pela NASA em 1964, o primeiro teste de voo das espaçonaves Gemini e o início do segundo programa de voos tripulados do programa espacial norte-americano depois do Projeto Mercury. 
A missão planejada foi bem curta e só durou o tempo para que a Gemini I realizasse três órbitas. A nave continuou conectada ao segundo estagio do foguete e não havia nenhum plano para recuperá-la.

## Objetivos da Missão
Os principais objetivos foram os testes da integridade estrutural da nave e do modificado ICBM (Míssil balístico intercontinental) Titan II. Além disso, seriam os primeiros testes dos novos sistemas de comunicação e de rastreamento do Programa e uma forma de treinamento para o grupo de suporte terrestre que assistiria a primeira missão tripulada.
A Gemini I foi construída especificamente para essa missão. Não tinha, por exemplo, sistemas de suporte de vida. Embora construída com um escudo de calor, o mesmo tinha quatro buracos furados intencionalmente para se ter certeza de que a nave fosse destruída durante a reentrada. No lugar de uma tripulação, colchões com equipamentos que mostravam a telemetria medindo pressão, vibração, aceleração, temperatura, e a resistência estrutural durante o curto voo.

## Complicações e testes
Como qualquer outra nave recém construída, ocorreram problemas iniciais durante o teste dos sistemas e com o foguete que apresentou problemas, já que a Força Aérea dos Estados Unidos ainda teria que estabelecer a total confiabilidade do Titan II como um ICMB, mais ainda como um veículo de lançamento tripulado. Uma exemplo foi quando um curto circuito foi descoberto no segundo estagio, devido ao material isolante ter sido cortado por um grampo defeituoso. Outros foram encontrados apresentado o mesmo problema, sendo feita uma substituição de 1500 grampos defeituosos.
Entretanto, após vários meses de teste, tanto o veículo de lançamento quanto a nave estavam prontos para a missão. Devido ao uso de propelentes hipergólicos usados no Titan II, o lançamento não apresentou a chama avermelhada, típica de um foguete Saturno.

## Lançamento e missão
O lançamento da Gemini I ocorreu em 8 de abril de 1964. Após dois minutos e meio do  lançamento, o primeiro estágio separou-se aproximadamente a 64 km de altura. A nave estava em órbita cinco minutos e meio depois. O único problema encontrado foi com o veículo de lançamento, que providenciou um pouco mais de velocidade que o esperado, colocando a nave em órbita com um apogeu de 320 km ao invés de 299 km.
Três órbitas depois a missão oficialmente terminou. Não havia planos para usar os foguetes ou os propulsores da nave para uma reentrada, já que a nave iria reentrar sozinha dentro de quatro dias. A Gemini I permaneceu acoplada ao segundo estágio do Titan II durante os quatro dias de permaneceu em órbita. 
Foi observada pela Manned Space Flight Network (Rede de Voo Espacial Tripulado) até que sua órbita decresceu até a atmosfera e a nave reentrou sobre o Atlântico Sul, entre a América do Sul e a África. A missão Gemini I foi auxiliada pelos seguintes recursos do Departamento de Defesa: 5 176 compondo a equipe, 11 aeronaves e 3 navios.

## Ligação externa(em inglês)
- NASA: On The Shoulders of Titans: A History of Project Gemini